# Église Saint-Blaise de Givrezac
L'église Saint-Blaise est une église catholique située à Givrezac, en France.

## Localisation
L'église est située dans le département français de la Charente-Maritime, sur la commune de Givrezac du canton de Saint-Genis-de-Saintonge (à 11 km au nord-ouest de Saint-Genis-de-Saintonge et à 22 km au nord-ouest de Jonzac).

## Historique

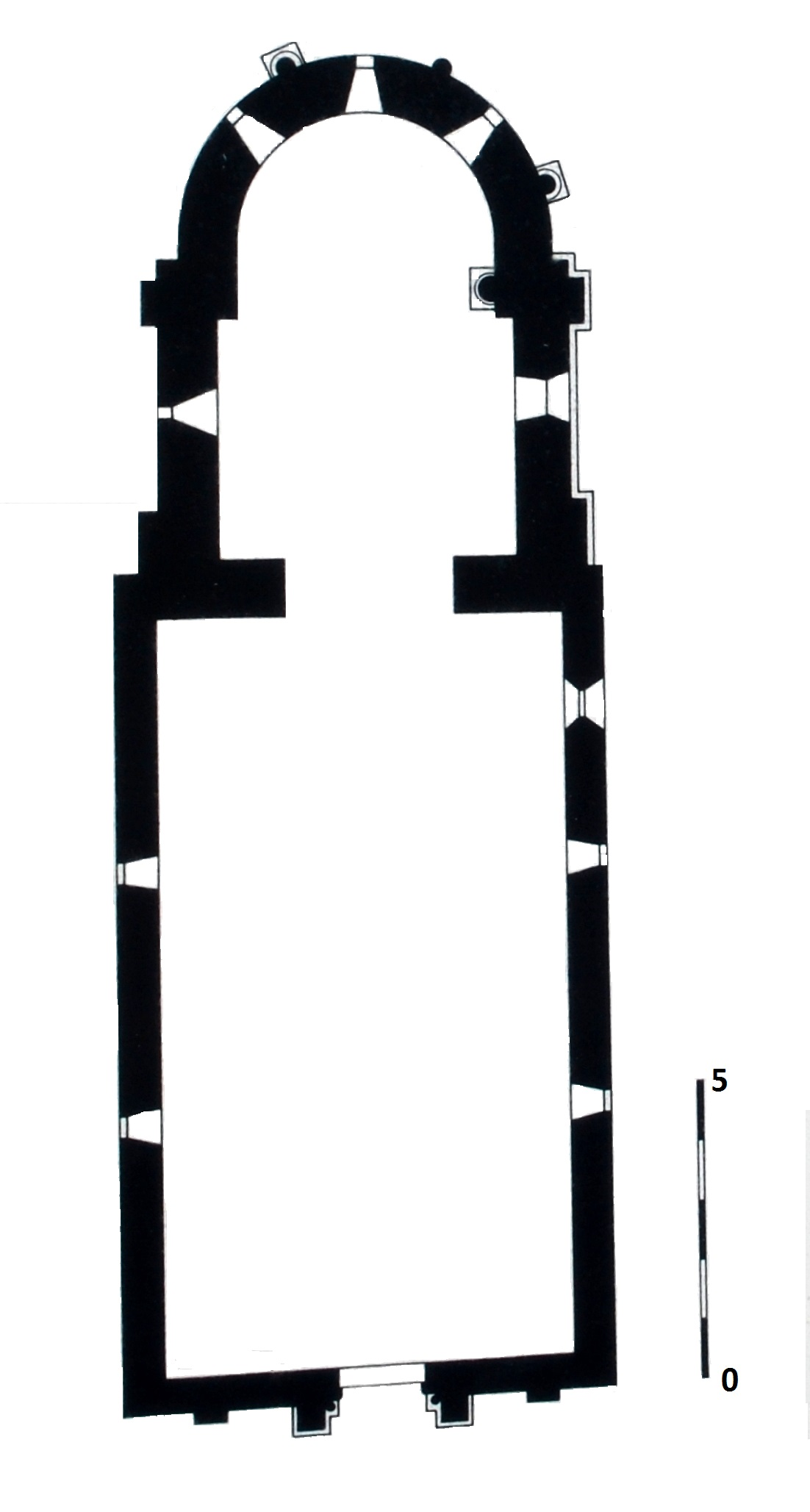
Plan de l'église Saint-Blaise.

L'église est placée sous le patronage de saint Blaise, un saint oriental. La façade occidentale et la nef datent du Moyen Âge et qu'elles soient antérieures au Xe siècle, comme pour l'église Saint-Pierre de Champagnolles voisine. Le chœur et l'abside datent du XIe siècle ou début du XIIe siècle.
| - La nef vers l'est. - La nef vers l'ouest. |

|  |

## Description
L'édifice possède une seule nef qui se termine par un sanctuaire en hémicycle couvert en demi-coupole. À l'intérieur, la nef à murs nus, est couverte d'une charpente ouvert et un « banc des pauvres » occupe la base des murs.
Une seule colonne romane avec un chapiteau d'entrelacs se dresse à droite à l'entrée du chœur. Le sanctuaire, sans ornements, est couvert également d'une charpente, est éclairé par cinq fenêtres.
La façade occidentale est dépourvue de décoration. Au rez-de-chaussée s'ouvre un petit portail antérieur au XIIe siècle. Deux voussures nues en plein cintre reposent l'une sur de courts piliers peu saillants, l'autre sur deux petites colonnes occupant l'angle rentrant des piliers.
Les murs de la nef sont percés d'étroites fenêtres romanes dont les cintres ornementés sont taillés dans une seule pierre.
Sur la toiture, vers son milieu, s'élève un pignon campanile à deux baies. La cloche, classée à titre d'objet en 1911, en bronze de dimensions h = 46 ; la = 49, datée de 1784. Elle porte l'inscription :  DONNE PAR LES PAROISSIENS DE GIVREZAC 1784 TURNAUX M'A FAITE. BORDEAUX
Toute la sculpture figurée romane est concentrée sur la corniche de l'abside : trois chapiteaux et quinze modillons.
Cadran canonial
Sur un contrefort du mur sud de la nef se trouve un cadran canonial, le cadran A. Ces cadrans solaires primitifs étaient utilisés par des clercs pour déterminer les moments de la journée pour effectuer certaines actes liturgiques. Cependant, gravés sur le mur de la nef on trouve des traces de trois autres cadrans canoniaux. En effet, il est fréquent de trouver plusieurs cadrans sur une église pour diverses raisons et en particulier : la croissance des arbres autour de l'église pouvait mettre un cadran à l'ombre, ou un cadran pouvait être masqué par un badigeon et le prêtre en gravait un nouveau.

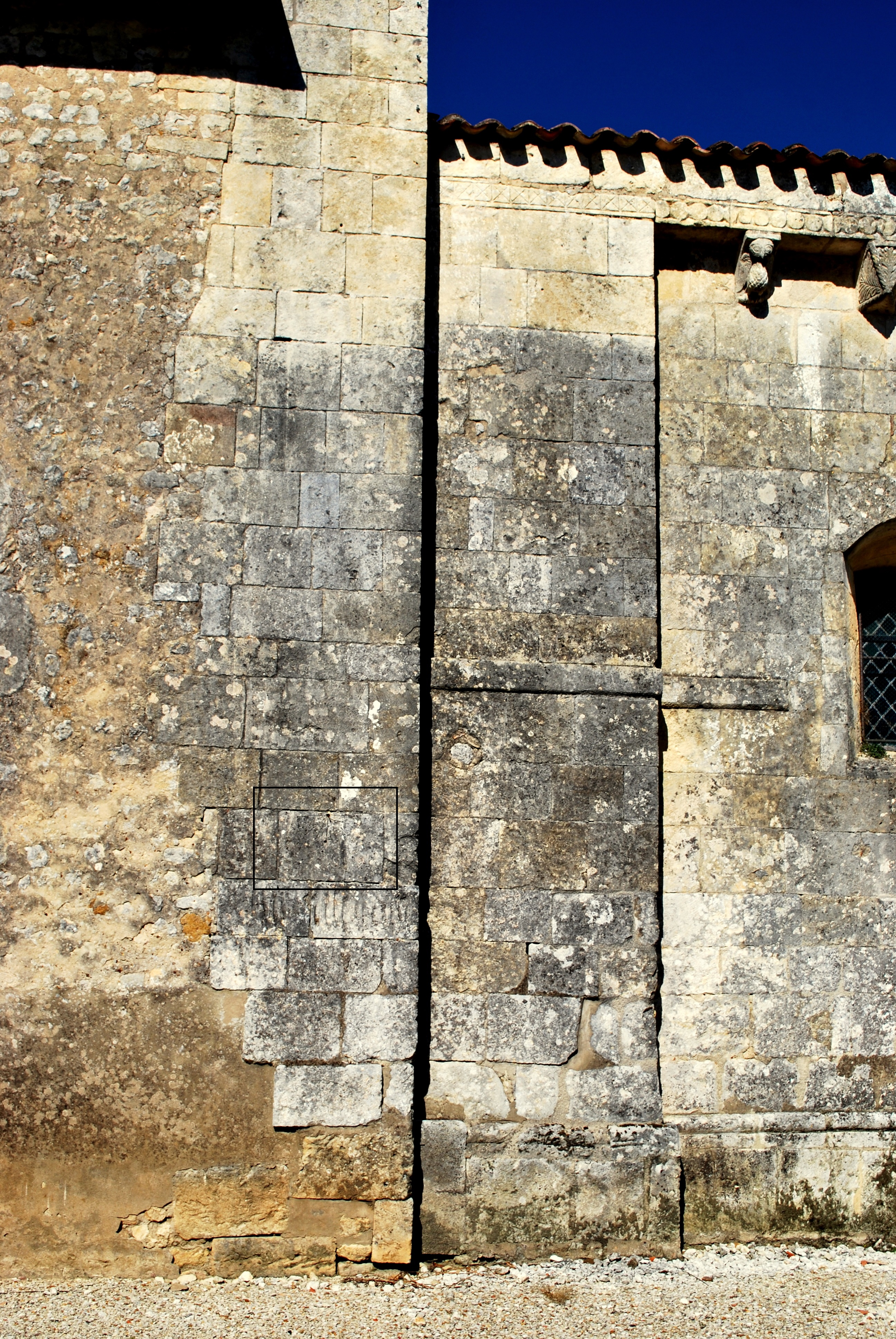
Emplacement, cadran A.
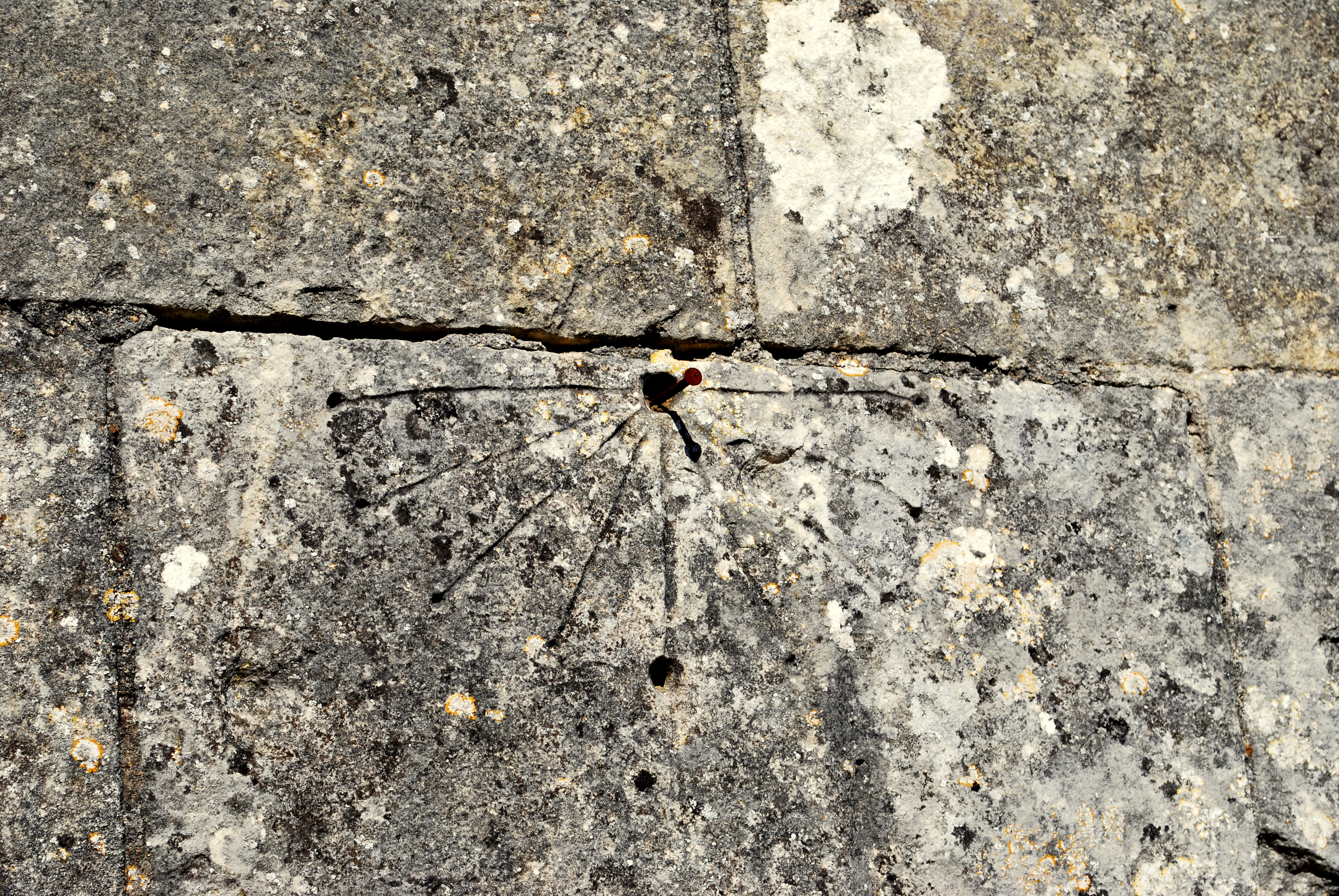
Cadran A.
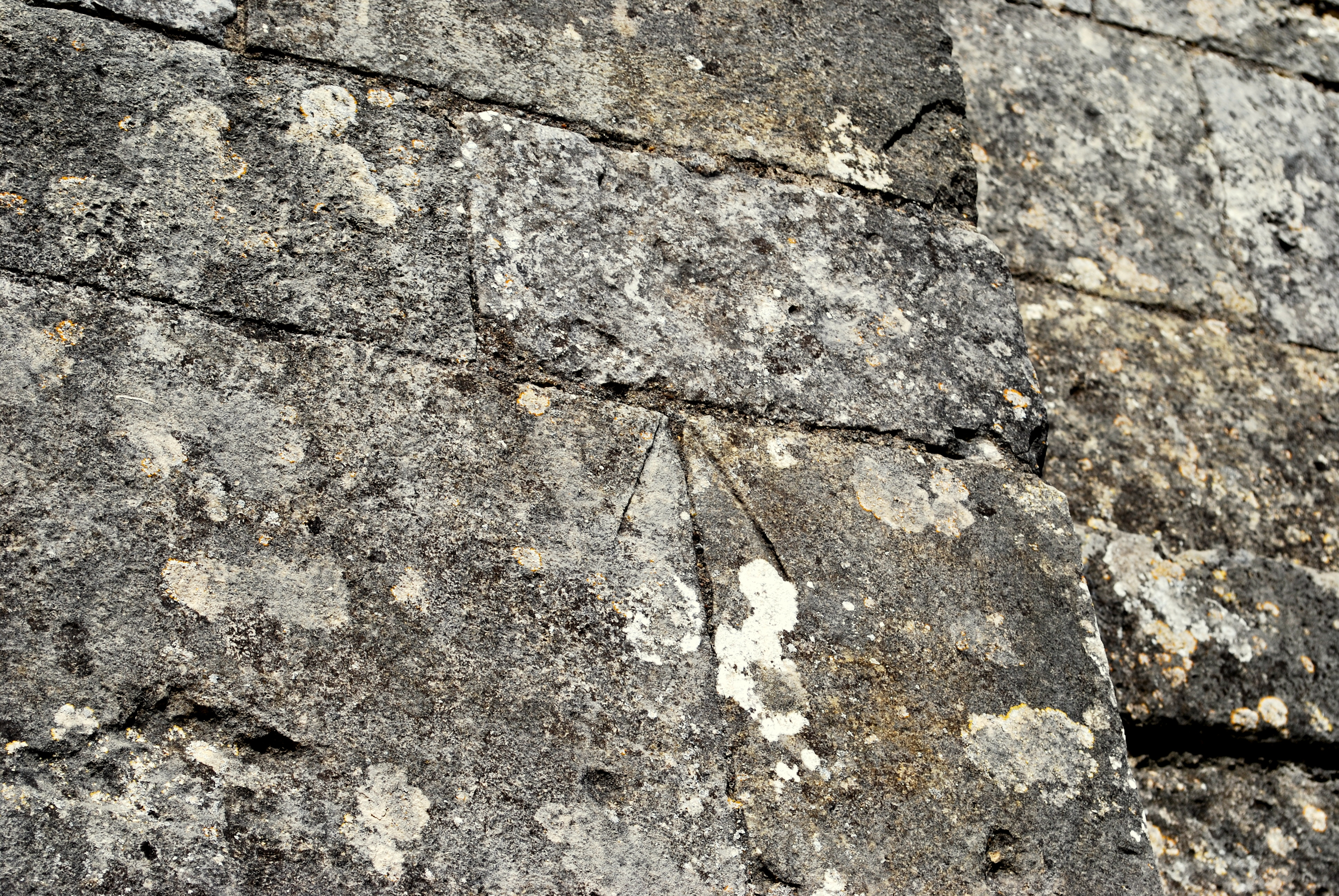
Cadran B.
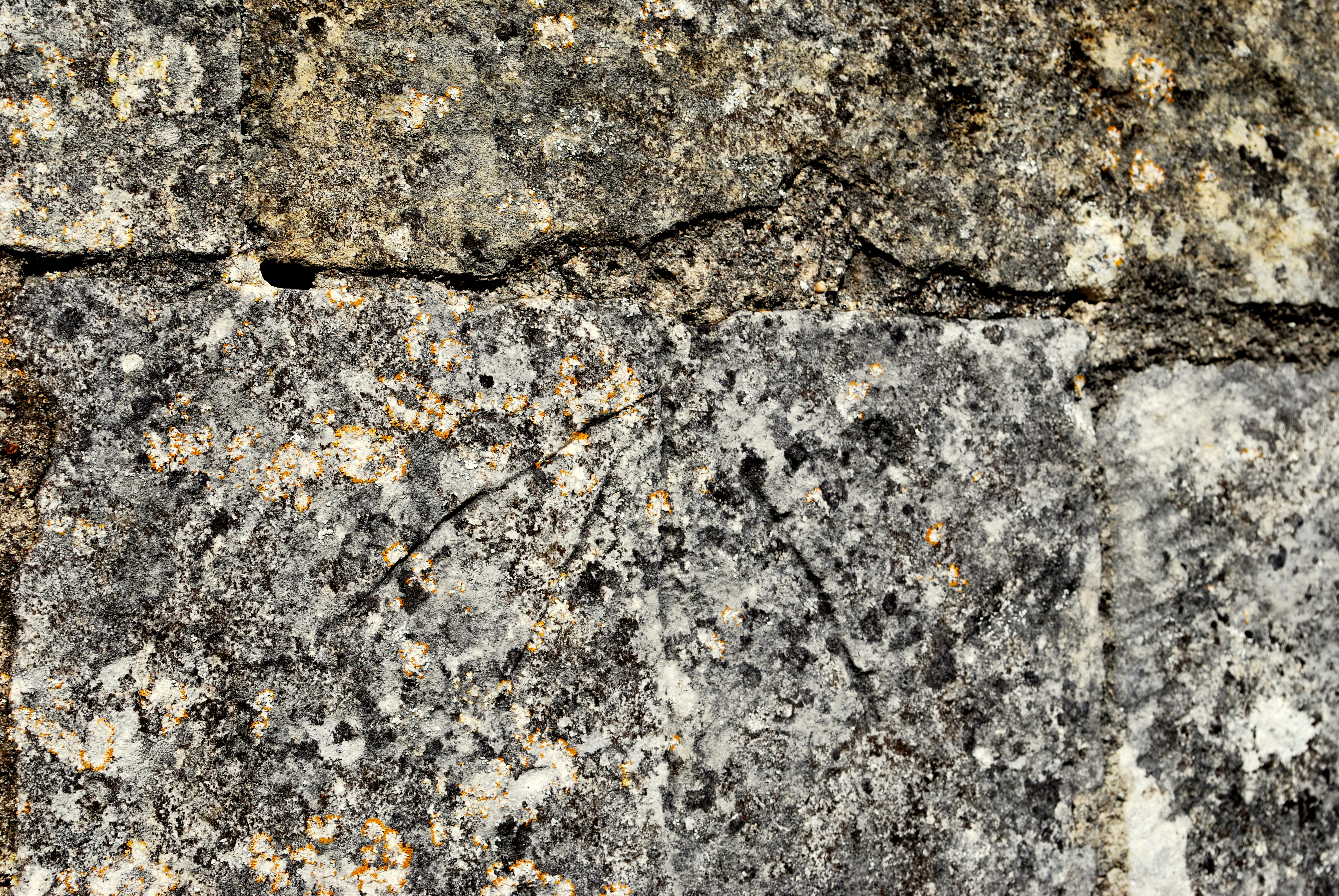
Cadran C.
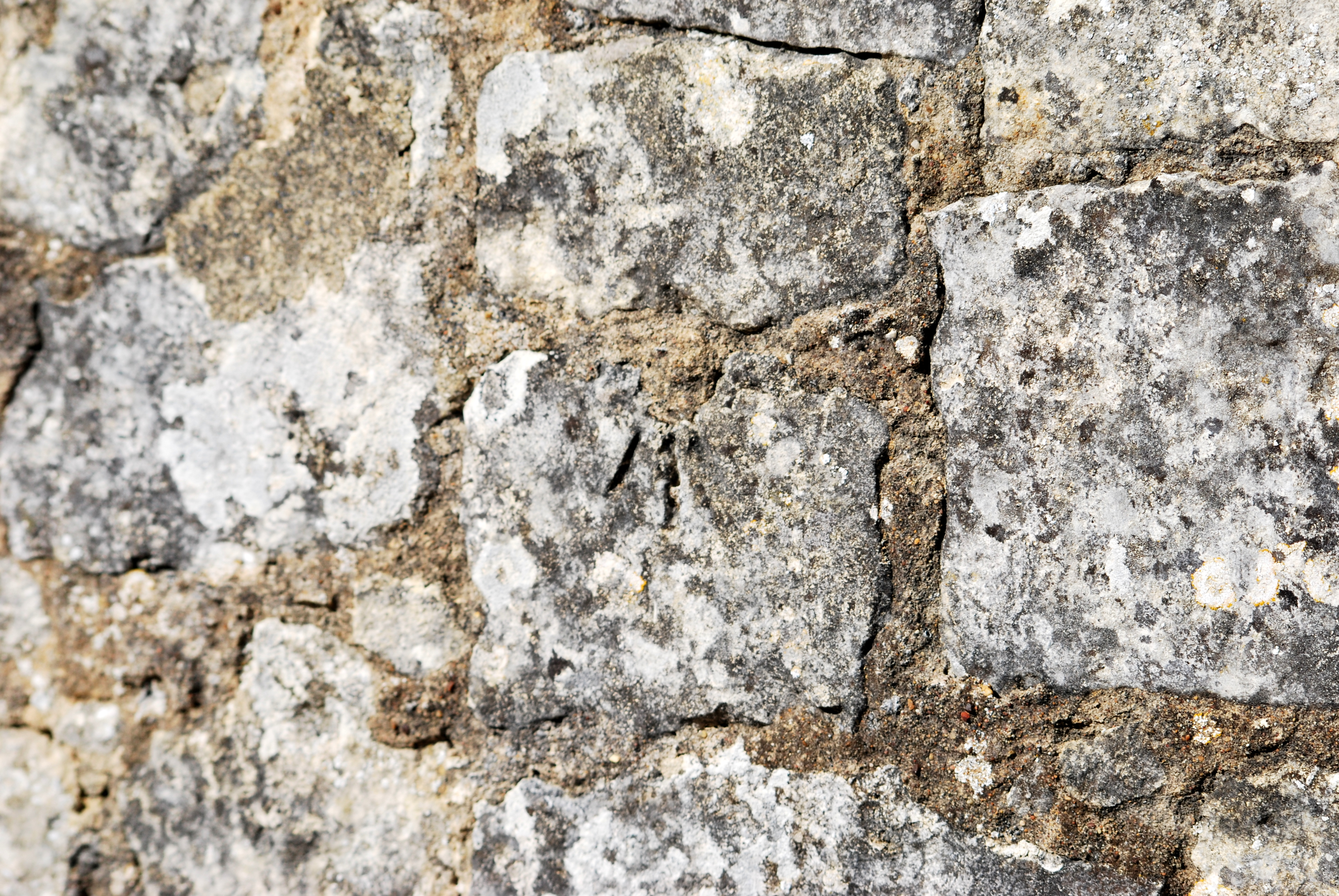
Cadran D.

## Le chevet et les sculptures romanes
|  |

L'abside se décompose en sept pans, deux pour le chœur et cinq pour la partie semi-circulaire. 
Les trois baies romanes de l'abside, en plein cintre, portent des décorations géométriques. Les deux baies du chœur, plus tardives, sont sans décoration.
Les pans sud, sud-est et est sont partiellement coupés en leur milieu par un large bandeau de damiers et sont encadrés par trois colonnes engagées portant des chapiteaux sculptés.
La corniche, bordée d'un rang de larges disques accolés, s'appuie sur ces colonnes et abrite une suite de quinze modillons figurés.
Chapiteaux sculptés
|  |

|  |

|  |

Le premier chapiteau est décoré avec :
- Un lion bicorporé dont la tête est sur l'angle est de la corbeille et les deux corps sur la face principale et la petite face est. La bête est en traîne d’engouler un homme par les pieds. Cette partie de la corbeille est érodée, mais on peut toujours distinguer la tête, en bas, qui semble être coiffée comme un moine.
- Sur la petite face ouest, un deuxième lion, également avec la tête sur l'angle de la corbeille, a posé des pattes antérieures sur la croupe du lion bicorporé.

Le deuxième chapiteau est décoré avec deux créatures androcéphales.
- La première bête/homme ressemble à la fois aux représentations des exhibitionnistes anals (jambes écartées, pieds en l'air) et aux sirènes bi-caudales, ou la sirène tient ses deux nageoires écartées et en l'air, (voir, par exemple : l’exhibitionniste anal et les animaux mythologiques).
- La deuxième bête/homme, la tête sur l'autre angle de la corbeille, semble avoir le corps d'un serpent qui se déroule sur l'astragale. La main droite de la créature tient la jambe gauche de l'autre personnage.

Le troisième chapiteau, qui n'est pas figuré, porte un décoration de feuillages simples.
Modillons de la corniche
La série de modillons est typique de la fin du XIe siècle ou du début du XIIe siècle. Le style des sculptures est semblable à celui des églises voisines de Saint-Pierre de Champagnolles et de Saint-Quantin-de-Rançanne qu'il est presque certain que les modillons sont l’œuvre du même atelier. Sauf pour deux modillons de forme géométrique (un 'point de diamant' et des barres cylindrique) et une tête de cheval (dont on trouve plus de vingt à Saint-Quantan-de-Rançanne) tous les modillons évoquent le péché capital de la luxure (Voir Iconographie des modillons romans pour plus de détails).
On trouve :
- Une chouette
- Deux oiseaux qui se bécotent
- Un homme qui tient un objet rectangulaire, qui a la forme d'un Psaltérion. Les musiciens était une profession maudite, qui incitaient les désirs charnels.
- Un homme, coiffé soigneusement, habillé en tunique courte avec ceinture bouclé, mains sur le ventre. Une représentation de l'Orgueil.
- Un homme nu, la bouche grande ouverte. Il lui manque sa jambe droite et la sculpture est un peu érodée. Il chante
- Deux oiseaux qui picorent un personnage allongé.
- Un joueur de dolio (un instrument de musique ancien qui avait la forme d'un petit barillet avec un bec).
- Un homme ithyphallique
- La masque d'un animal qui est trop érodé pour l'identifier.
- Une femme exhibitionniste génitale.
- Un homme exhibitionniste génitale qui mange un objet circulaire. Celle-ci est une représentation de eucharistie sacrilège.
- Deux poissons. Le symbolique des poissons à l'époque romane était celui du péché et n'avait aucun rapport avec le symbole du poisson utilisé par les premiers chrétiens qui employèrent le poisson comme symbole du Christ, car l’acrostiche « ἸΧΘΥΣ », qui correspond à « Ἰησοῦς Χριστὸς Θεοῦ Υἱὸς Σωτήρ » signifiant « Jésus-Christ fils de Dieu, sauveur », est proche du mot grec ancien « ἰχθύς » signifiant « poisson ». Ce symbole n'était plus utilisé depuis la fin de l'époque paléo-chrétien.

| - Chouette - Point de diamant. - Deux oiseaux. - Musicien ? - Homme en tunique. |

| - Cheval stylisé. - Homme nu, bouche ouverte. - Oiseaux picorant un homme. - Joueur de dolio. - Homme ithyphallique. |

| - Masque animal. - Femme exhibitionniste. - Homme ithyphallique, mangeur d'hostie. - Deux poissons. - Cylindres. |

## Protection
L'église Saint-Blaise est classée au titre des monuments historiques en 1910.